# Droga I/77 (Słowacja)
Droga I/77 (słow. Cesta I/77) – droga krajowa I kategorii w północnej Słowacji. Droga zaczyna się w miasteczku Spišská Belá na skrzyżowaniu z drogą nr 67. Arteria biegnie wzdłuż granicy z Polską aż do Svidnika, gdzie krzyżuje się z I/21. Na odcinku Stará Ľubovňa – L'ubotin biegnie wspólnym śladem z drogą krajową nr 68.